# André Cointreau
André Cointreau est un homme politique né le 28 mai 1888 à Angers et décédé le 1er avril 1963 à Feneu, en Maine-et-Loire.

## Biographie
Héritier de la famille Cointreau, il devient gérant et propriétaire de l'entreprise de spiritueux. Il fut également président du Groupement professionnel des fabricants de liqueurs de France, et conseiller du commerce extérieur.
André Cointreau entre en politique en 1925 en se faisant élire conseiller général du canton de Tiercé, et conseiller municipal de Feneu. En 1932, il devient député du département et rejoint le groupe du Centre républicain, qui regroupe à la Chambre des députés les élus proches d'André Tardieu. Réélu en 1936, il rejoint cette fois le groupe des Républicains indépendants et d'action sociale.
Le 10 juillet 1940, il vote en faveur de la remise des pleins pouvoirs au Maréchal Pétain puis s'éloigne de la politique.
Inéligible, il ne retrouve pas de mandat parlementaire mais redevient conseiller général en 1955.

## Sources
- « André Cointreau », dans le Dictionnaire des parlementaires français (1889-1940), sous la direction de Jean Jolly, PUF, 1960 [détail de l’édition]